# Валя-Гоблій
Валя-Гоблій (рум. Valea Goblii) — село у повіті Алба в Румунії. Входить до складу комуни Вінцу-де-Жос.
Село розташоване на відстані 269 км на північний захід від Бухареста, 12 км на південний захід від Алба-Юлії, 87 км на південь від Клуж-Напоки.

## Населення
За даними перепису населення 2002 року у селі проживали 97 осіб, усі — румуни. Усі жителі села рідною мовою назвали румунську.